# 여흥세고 목판
여흥세고 목판(驪興世稿 木板)은 대한민국 경상남도 산청군에 있는 조선시대의 목판이다. 2014년 3월 20일 경상남도 문화재자료 제580호로 지정되었다.

## 지정 사유
여흥세고(驪興世稿)는 산청 오부면 양촌리에서 세거한 여흥민씨의 행적을 알 수 있는 자료이며, 넓게는 경남 지역 유학자의 삶과 사상을 이해할 수 있는 기록이라고 말할 수 있다.
쌍매헌실기서(雙梅軒實記序)는 고산(鼓山) 임헌회(任憲晦, 1811-1876)가 1874년에 지은 글이며, 권2와 권3 사이에 첨가되어 있는 ｢세고서(世稿序)｣는 지와(芝窩) 정면교(鄭冕敎)가 1875년에 작성한 것이다. 권3 끝부분에 실려 있는 ｢세고발(世稿跋)｣은 후손 민사호(閔士鎬)가 기록한 것인데, 작성연대가 밝혀져 있지 않다. 이러한 자료들에 근거해 볼 때, 󰡔여흥세고󰡕가 편찬된 시기는 1875년으로 추정된다. 그리고 쌍매당 후손 민희혁(閔曦爀)과 관란재 후손 민기호(閔基鎬)가 주도하여 일을 진행했다. 따라서 그들의 시문과 행적을 담고 있다.

## 참고 자료
- 여흥세고 목판 - 국가유산청 국가유산포털